# Ad-Dawajima
Ad-Dawajima (arab. ‏الدَوايمَة‎) – nieistniejąca już arabska wieś, która była położona w Dystrykcie Hebronu w Mandacie Palestyny. Wieś została wyludniona i zniszczona podczas I wojny izraelsko arabskiej (An-Nakba), po ataku Sił Obronnych Izraela w dniu 29 października 1948.

## Położenie
Ad-Dawajima leżała wśród wzgórz Judei, na zachód od miasta Hebron. Według danych z 1945 do wsi należały ziemie o powierzchni 6058,5 ha. We wsi mieszkało wówczas 3710 osób.
| własność gruntów | powierzchnia gruntów (hektary) |
| ---------------- | ------------------------------ |
| Arabowie         | 6056                           |
| Żydzi            | 0                              |
| publiczne        | 2,5                            |
| Razem            | 6058,5                         |

| Rodzaj użytkowanych gruntów | hektary |
| --------------------------- | ------- |
| uprawy nawadniane           | 120,6   |
| uprawy oliwek               | 195,2   |
| uprawy zbóż                 | 2919,1  |
| nieużytki                   | 3000,9  |
| zabudowane                  | 17,9    |

## Historia
Historia wioski Ad-Dawajima sięga VII wieku. W owym czasie tutejsza osada była siedzibą arabskiego klanu Ahdibs.
W okresie panowania Brytyjczyków Ad-Dawajima była dużą wsią z meczetem.

### Masakra w Ad-Dawajima
Podczas I wojny izraelsko-arabskiej w drugiej połowie maja 1948 wieś zajęły egipskie oddziały. W końcowym etapie operacji Jo’aw (15-22 października 1948) Ad-Dawajima stała się celem izraelskiej ofensywy. W dniu 28 października do wsi wkroczył bez walki 89 Batalion z 8 Brygady Pancernej. Pomimo to izraelscy żołnierze dopuścili się masakry cywili, zabijając około 100 osób, w tym kobiety i dzieci. Następnie wysadzono wszystkie domy.
Dawid Ben Gurion na wieść o masakrze, w dniu 14 listopada nakazał przeprowadzenie dochodzenia, jednak jego wyniki są tajne. Wcześniej, bo już w dniu 7 listopada, teren wioski Ad-Dawajima odwiedzili międzynarodowi obserwatorzy UNTSO. Zastali oni „kilka zniszczonych domów i jednego trupa, ale nie było żadnych innych fizycznych dowodów masakry”. Obserwatorzy zebrali jednak relacje o masakrze od uchodźców ze wsi. Dowódca izraelskiego wywiadu, Isser Be’eri, który prowadził niezależne dochodzenie, stwierdził, że we wsi Ad-Dawajima doszło do masakry 80 osób. Do niewoli wzięto kolejnych 22 osoby, które stracono później. Be’eri zalecił ściganie osób winnych zbrodni wojennej, ale pomimo to nikt nie został osądzony i skazany.

## Miejsce obecnie
Na gruntach należących do Ad-Dawajima powstał w 1955 roku moszaw Amacja.

Palestyński historyk Walid Chalidi tak opisał pozostałości wioski Ad-Dawajima:

W środkowej, wyrównanej części znajduje się ogrodzony teren z oborą, kurnikiem i spichlerzem. Po stronie południowej są kamienne tarasy i pozostałości domu. Po stronie wschodniej znajduje się osiedle mieszkaniowe, moszaw.